# Südafrikanische Frauen-Cricket-Nationalmannschaft in England in der Saison 2014
Die Tour der südafrikanischen Cricket-Nationalmannschaft nach England in der Saison 2014 fand vom 1. bis zum 7. September 2014 statt. Die internationale Cricket-Tour war Bestandteil der Internationalen Cricket-Saison 2014 und umfasste drei WTwenty20s. England gewann die Serie 3–0. Des Weiteren bestritt Südafrika eine weitere Twenty20-Serie gegen Irland in folge der Tour, die Südafrika mit 3–0 gewann.

## Vorgeschichte
Das letzte Aufeinandertreffen der beiden Mannschaften bei einer Tour fand in der Saison 2011/12 in Südafrika statt.

## Stadien
Die folgenden Stadien wurden für die Tour als Austragungsort vorgesehen.
| Stadion                  | Stadt       | Kapazität | Spiele  |
| ------------------------ | ----------- | --------- | ------- |
| Edgbaston Cricket Ground | Birmingham  | 24.803    | 3. WT20 |
| County Ground            | Chelmsford  | 6.500     | 1. WT20 |
| County Cricket Ground    | Northampton | 6.500     | 2. WT20 |

## Kaderlisten
England benannte seinen Kader am 10. August 2014.
| WTwenty20 | WTwenty20 |
| England | Südafrika |
| --- | --- |
| - Charlotte Edwards (K) - Tammy Beaumont - Katherine Brunt - Tash Farrant - Lydia Greenway - Rebecca Grundy - Jenny Gunn - Danielle Hazell - Amy Jones - Heather Knight - Sonia Odedra - Natalie Sciver - Anya Shrubsole - Sarah Taylor (wk) - Lauren Winfield - Danielle Wyatt | - Mignon du Preez (K) - Bernadine Bezuidenhout - Trisha Chetty (wk) - Moseline Daniels - Shabnim Ismail - Marizanne Kapp - Ayabonga Khaka - Lizelle Lee - Marcia Letsoalo - Sunette Loubser - Suné Luus - Dane van Niekerk - Andrie Steyn - Chloe Tryon |

## Tour Matches
| 29. August Scorecard | Southend-on-Sea | England Academy 139-2 (20)          | – | Südafrika 114-5 (20) |
|                      |                 | England Academy gewinnt mit 25 Runs |   |                      |

| 30. August Scorecard | Southend-on-Sea | England Academy 96-9 (20)       | – | Südafrika 97-5 (17.5) |
|                      |                 | Südafrika gewinnt mit 5 Wickets |   |                       |

### WTwenty20-Serie gegen Irland
| 9. September Scorecard | Shirley | Südafrika 127-5 (20)          | – | Irland 71 (18.5) |
|                        |         | England gewinnt mit 9 Wickets |   |                  |

| 9. September Scorecard | Shirley | Südafrika 161-5 (20)          | – | Irland 115-8 (20) |
|                        |         | Südafrika gewinnt mit 46 Runs |   |                   |

| 10. September Scorecard | Shirley | Irland 109-8 (20)               | – | Südafrika 111-4 (18.5) |
|                         |         | Südafrika gewinnt mit 6 Wickets |   |                        |

## Women’s Twenty20 Internationals

### Erstes WTwenty20 in Chelmsford
| 1. September Scorecard | Chelmsford | Südafrika 89-4 (20)           | – | England 91-1 (13.3) |
|                        |            | England gewinnt mit 9 Wickets |   |                     |

England gewann den Münzwurf und entschied sich als Feldmannschaft zu beginnen. Als Spielerin des Spiels wurde Charlotte Edwards ausgezeichnet.

### Zweites WTwenty20 in Northampton
| 3. September Scorecard | Northampton | England 141-3 (20)          | – | Südafrika 99 (18.3) |
|                        |             | England gewinnt mit 42 Runs |   |                     |

England gewann den Münzwurf und entschied sich als Schlagmannschaft zu beginnen. Als Spielerin des Spiels wurde Charlotte Edwards ausgezeichnet.

### Drittes WTwenty20 in Birmingham
| 7. September Scorecard | Birmingham | England 126-6 (20)         | – | Südafrika 118-6 (20) |
|                        |            | England gewinnt mit 8 Runs |   |                      |

Südafrika gewann den Münzwurf und entschied sich als Feldmannschaft zu beginnen. Als Spielerin des Spiels wurde Lauren Winfield ausgezeichnet.

## Auszeichnungen

### Player of the Series
Als Player of the Series wurden der folgende Spieler ausgezeichnet.
| Serie | Player of the Series |
| ----- | -------------------- |
| WT20  | Charlotte Edwards    |

### Player of the Match
Als Player of the Match wurden die folgenden Spielerinnen ausgezeichnet.
| Spiel   | Player of the Match |
| ------- | ------------------- |
| 1. WT20 | Charlotte Edwards   |
| 2. WT20 | Charlotte Edwards   |
| 3. WT20 | Lauren Winfield     |

## Statistiken
Die folgenden Cricketstatistiken wurden bei dieser Tour erzielt.
| WTwenty20s             | WTwenty20s | WTwenty20s | WTwenty20s | WTwenty20s | WTwenty20s | WTwenty20s | WTwenty20s | WTwenty20s |
| Batting                | Batting    | Batting    | Batting    | Batting    | Batting    | Batting    | Batting    | Batting    |
| Spieler                | Mannschaft | Spiele     | Innings    | Runs       | Average    | HS         | 100s       | 50s        |
| ---------------------- | ---------- | ---------- | ---------- | ---------- | ---------- | ---------- | ---------- | ---------- |
| Chloe Tryon            | Südafrika  | 3          | 3          | 141        | 141,00     | 75*        | 0          | 2          |
| Natalie Brunt          | England    | 3          | 3          | 105        | 35,00      | 36         | 0          | 0          |
| Lizelle Lee            | Südafrika  | 3          | 3          | 100        | 33,33      | 74         | 0          | 1          |
| Suné Luus              | Südafrika  | 3          | 3          | 46         | 15,33      | 28         | 0          | 0          |
| Bernadine Bezuidenhout | Südafrika  | 3          | 3          | 45         | 22,50      | 21*        | 0          | 0          |
| Bowling                |            |            |            |            |            |            |            |            |
| Spieler                | Mannschaft | Spiele     | Overs      | Wickets    | Average    | BBI        | 5W         | 10W        |
| Jenny Gunn             | England    | 3          | 10.0       | 5          | 9,60       | 3/13       | 0          | 0          |
| Katherine Brunt        | England    | 3          | 11.0       | 3          | 22,33      | 1/16       | 0          | 0          |
| Heather Knight         | England    | 3          | 9.3        | 2          | 19,00      | 2/14       | 0          | 0          |
| Dane van Niekerk       | Südafrika  | 3          | 9.0        | 2          | 19,00      | 1/13       | 0          | 0          |
| Moseline Daniels       | Südafrika  | 3          | 10.0       | 2          | 24,00      | 2/28       | 0          | 0          |
| Chloe Tryon            | Südafrika  | 3          | 7.0        | 2          | 26,00      | 2/18       | 0          | 0          |
| Danielle Hazell        | England    | 3          | 12.0       | 2          | 27,50      | 1/17       | 0          | 0          |
| Anya Shrubsole         | England    | 3          | 11.0       | 2          | 34,50      | 2/26       | 0          | 0          |